# Alberto Tiberti
Alberto Tiberti (Génova, Provincia de Génova, Italia, 10 de agosto de 1911) es un exfutbolista italiano. Se desempeñaba en la posición de centrocampista.

## Clubes
| Club           | País   | Año         |
| -------------- | ------ | ----------- |
| Perugia Calcio | Italia | 1931 - 1934 |
| Juventus F. C. | Italia | 1934 - 1935 |
| Brescia Calcio | Italia | 1935 - 1936 |
| S. S. Monza    | Italia | 1936 - 1937 |
| S. S. Acqui    | Italia | 1938 - 1939 |
| A. C. Asti     | Italia | 1938 - 1939 |

## Palmarés

### Campeonatos nacionales
| Título  | Club           | País   | Año     |
| ------- | -------------- | ------ | ------- |
| Serie A | Juventus F. C. | Italia | 1934-35 |